# Scintillation (astronomi)
Scintillation (av lat. scintilla, gnista), gnistrande, tindrande, blixtrande, kallas inom astronomin det ibland av färgförändringar åtföljda tindrande, som kan iakttas i fixstjärnornas ljus. Scintillationen hos en stjärna uppkommer enligt François Arago därigenom, att i luften oupphörliga och oregelbundna förändringar i täthet försiggår. Till följd av detta kan det inträffa, att vårt öga samtidigt träffas av två ljusstrålar från stjärnan, vilka gått olika, mer eller mindre krökta vägar. Alltefter skillnaden i längd av dessa vägar förstärker eller försvagar ljusstrålarna varandra i intensitet, genom interferens, varvid i allmänhet färgvariationer uppkommer.
Ch. Montigny i Bryssel, som studerade scintillation med hjälp av en av honom uppfunnen apparat, scintillometern, ansåg att strålarnas olika vägar till vårt öga i huvudsak beror på ljusets totalreflexion mot luftvågorna. Montigny försökte att med utgångspunkt från sina iakttagelser av scintillationens styrka framställa långsiktiga väderprognoser.
Montignys metod gick ut på att den bild, som objektivet i en kikare alstrar av den tindrande stjärnan, dras ut till en cirkel genom att under pågående observation låta en snett inpassad tämligen tjock, planparallell glasskiva hastigt rotera omkring kikarens axel tätt framför dess okular. Man räknar det antal färger, som synas i en sektor av bildomkretsen, och beräknar därur med kännedom om sektorns storlek och rotationshastigheten antalet färgväxlingar per sekund. Montignys resultat enligt denna metod var delvis från fysiologisk synpunkt orimliga. Han uppgav sig till exempel med den ha konstaterat ända till etthundraelva färgväxlingar i sekunden i extrema fall.